# El profesor
El profesor es una película italiana dirigida en 1986 por Giuseppe Tornatore (su primera); está basada sobre la novela homónima de Giuseppe Marrazzo.
Producido por Reteitalia (Fininvest) y Titanus al costo de 4 mil millones de liras (con una versión para tv de 5 horas nunca trasmitida). Retirado en el 1986 después de 2 meses de distribución, querellado y al final trasmitido por Rete4 en marzo de 1994.
Título original es Il camorrista, que es un delincuente que perteneciente a la “Camorra”, originaria de la región de Nápoles, la Campania.

## Sinopsis
La película trata del ascenso y caída del "Profesor de Vesuviano", o sea de Raffaele Cutolo, jefe de camorra en los años ’70, efectivamente apodado ’o professore, parece porque llevaba gafas.
Al comenzar la película, el futuro profesor es detenido por haber matado a un joven (quien se había insinuado a su hermana), y condenado a muchos años de cárcel, donde construirá su imperio y edificará su propia organización, Camorra Riformata. En las escenas siguientes, después de haber sido trasladado a la cárcel de Nápoles Poggioreale, lo vemos cómo empieza a coleccionar homicidios.
Poco a poco aumentará su poder en la cárcel, y al mismo tiempo enviará hombres fuera para que construyan en efecto la organización. Luego, teniendo mucho poder, se hará transferir a un manicomio criminal donde podrá controlar mejor sus negocios y después poder lograr evadirse.
Después de ser detenido otra vez, algunos políticos y hombres de los servicios secretos van a pedirle ayuda: un concejal ha sido secuestrado por las Brigadas Rojas y los políticos saben que él puede ayudarles, ya que están seguros de que los conoce de cuando estuvieron en la cárcel.
Su organización empieza a tambalearse: algunos de sus subordinados han comenzado a sacar dinero de sus negocios y hacer los suyos propios; pero principalmente muchos empiezan a no seguirlo, porque muchas veces ha mandado matar a traidores, y tienen miedo de acabar como ellos.
Al final de la película, es transferido a una cárcel de máxima seguridad. La película acaba con su locura; cree que será, un día, liberado por sus hombres.

## Reparto
| Actor              | Personaje                                  |
| ------------------ | ------------------------------------------ |
| Ben Gazzara        | Franco, llamado 'O Professore 'e Vesuviano |
| Laura del Sol      | Rosaria, hermana de Franco                 |
| Leo Gullotta       | Comisario Iervolino                        |
| Nicola Di Pinto    | Alfredo Canale                             |
| Luciano Bartoli    | Ciro Parrella                              |
| Maria Carta        | Madre de Franco                            |
| Biagio Pelligra    | Padre de Franco                            |
| Franco Interlenghi | Don Saverio                                |
| Piero Vida         | Mimmo Mesillo                              |
| Marzio Honorato    | Salvatore                                  |
| Lino Troisi        | Antonio "Malacarne"                        |
| Anita Zagaria      | Anna, esposa de Franco                     |
| Mario Frera        | Jefe                                       |
| Pino D'Angiò       | Verzella                                   |
| Giacomo Piperno    | Quaestor                                   |
| Marino Masè        | Sapienza                                   |

## Premios
- Leo Gullotta ganó el Premio David de Donatello en 1987 como mejor actór de reparto.

- Giuseppe Tornatore ganó el Nastro d'Argento en el mismo año como mejor director novel.

- Datos: Q1858188